# Demetri Poliorceta

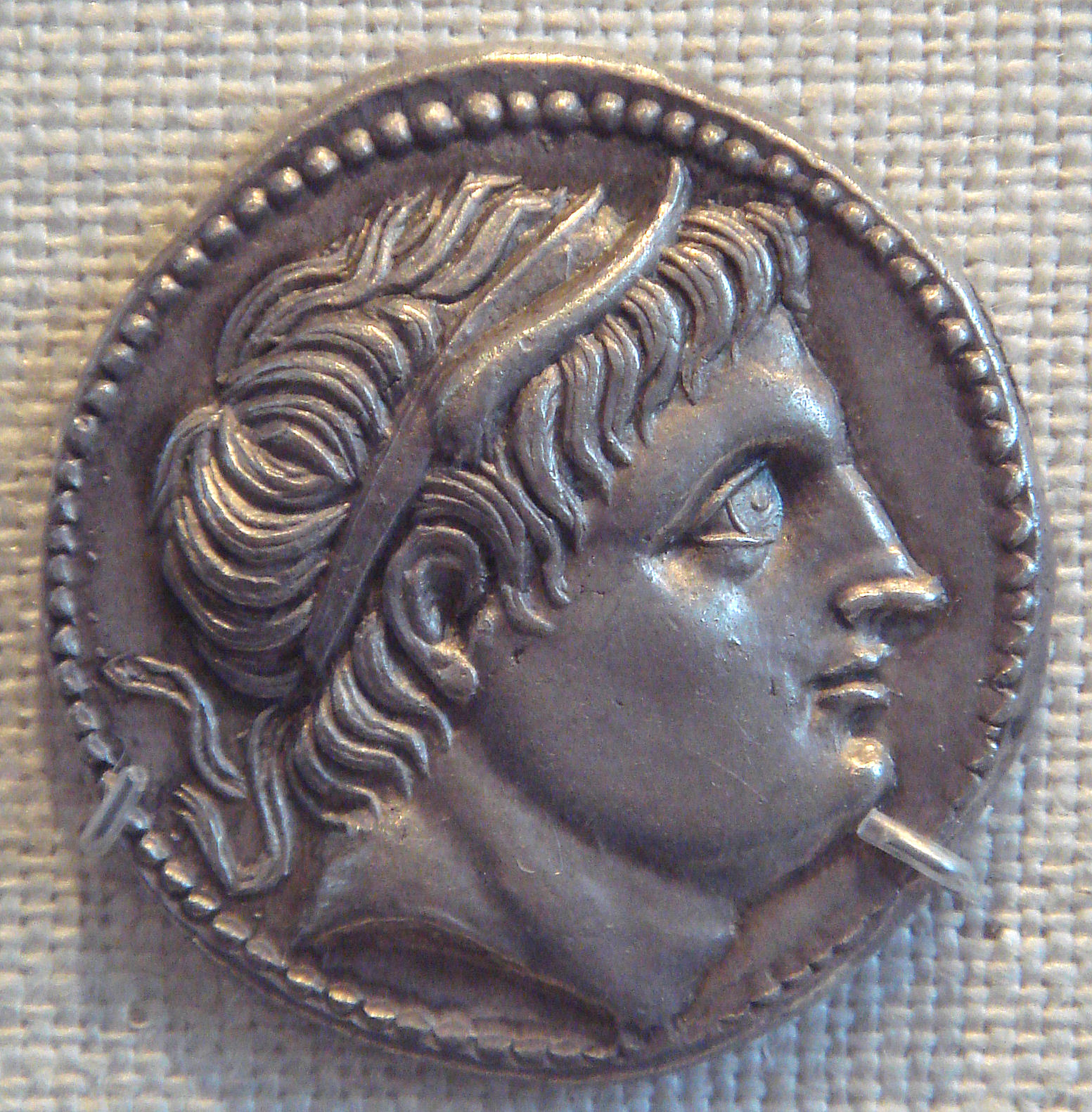
Moneda amb l'efígie de Demetri Poliorceta.

Demetri I de Macedònia (337 aC-283 aC), dit Demetri Poliorceta o Demetri l'Assetjador (grec antic: Δημήτριος Πολιορκητής, Demetrius Poliorcetes), fou rei de Macedònia del 294 al 288 aC. Rebia el nom de Poliorceta ('assetjador de ciutats') per les moltes que va conquerir després d'assetjar-les.

## Biografia
Era fill d'Antígon Monoftalm i d'Estratonice, filla de Correu; de ben petit va mostrar molt d'afecte als seus pares. De molt jove es va casar amb Fila, la filla d'Antípatre i vídua de Cràter, molt més gran que ell, casament al qual fou pressionat pel seu pare.

### Als 20 anys
Va acompanyar al pare a la campanya contra Èumenes i va dirigir la cavalleria a la batalla de Gabiene (317 aC) quan només tenia 20 anys. Va intercedir per salvar la vida a Èumenes.
El 315 aC Antígon li va donar el comandament de Síria; el 312 aC aquesta regió fou envaïda per Ptolemeu I Soter, i Demetri, contra el parer dels altres generals que el pare havia deixat com a consell de guerra, va voler donar la batalla i fou derrotat a Gaza, perdent la major part del seu exèrcit. Per aquesta derrota va haver d'abandonar Tir i tot Síria, que va quedar en poder de Ptolemeu, retirant-se Demetri a Cilícia. Es va recuperar de la desfeta sorprenent Cil·les, general de Ptolemeu que marxava cap a Cilícia, prop de Miünt, derrotant-lo i fent presoner a tot l'exèrcit egipci. El contraatac d'Antígon, arribat amb un exèrcit, va restablir la situació a Síria.
Demetri fou enviat pel seu pare a una expedició contra els nabateus i contra Babilònia, que havia estat ocupada pel general Seleuc (després Seleuc I Nicàtor). Va entrar a Babilònia amb certa facilitat deixant encara una fortalesa a Babilònia per conquerir, a la que va posar setge, que va encarregar d'atacar a un dels seus generals, i va retornar amb Antígon. Poc després es va ajustar la pau (311 aC).
Ptolemeu no va trigar a reiniciar la guerra, que es va portar a terme mitjançant operacions navals a les costes de Cilícia i Xipre. Demetri va rebre el comandament de la flota d'Antígon i va obtenir diversos triomfs.

### Als 30 anys
El 307 aC al front d'un exèrcit fou enviat a Grècia, en poder de Cassandre (aliat amb Ptolemeu), tot i que el tractat del 311 aC estipulava la independència de les ciutats gregues. Va atacar Atenes, que va ocupar, i fou rebut com a alliberador pel poble, que, entusiasmat, li dedicà les festes de les Demètries. Demetri de Falèron, governant d'Atenes per compte de Cassandre, va fugir i la fortalesa de Muníquia fou capturada. Després va ocupar Mègara i llavors va passar l'hivern a Atenes, on va rebre uns honors excepcionals i el títol del «Conservador» (ό Σωτήρ), i fou elevat a la categoria de déu tutelar de la ciutat junt amb Dionís i Demèter; allí es va casar amb Eurídice, vídua d'Ofel·las de Cirene, atenesa de naixement i descendent del gran Milcíades.
Cridat pel seu pare per agafar el comandament a Xipre contra Ptolemeu, va envair l'illa amb una flota i un exèrcit i va derrotar a Menelau, el germà de Ptolemeu, governador de Xipre, al que va derrotar a Salamina i el va assetjar a aquesta ciutat. Ptolemeu va córrer en ajut del seu germà, però Demetri l'esperava i, en la batalla que va seguir, els egipcis foren derrotats i van perdre 120 vaixells, a més de transports, i el seu poder naval va quedar molt damnat (306 aC). Menelau es va rendir amb tota la resta del seu exèrcit. Llavors Antígon va assolir el títol de rei.
A Xipre, Demetri es va donar a la luxúria i els plaers; la cortesana Làmia, feta presonera, va esdevenir la seva amant i va adquirir una forta influència sobre Demetri. Aviat fou cridat pel seu pare per participar en la guerra contra Egipte, però la flota va patir els efectes d'alguna tempesta i, junt amb altres dificultats, pare i fill es van haver de retirar.
El 305 aC Demetri va decidir castigar els rodis que havien ajudat a Ptolemeu i refusaven reconèixer a Antígon. Rodes fou assetjada per terra i mar. El setge fou un dels més memorables de la història i aquí va guanyar el renom de Poliorceta. Les màquines de setge, entre les quals una d'anomenada helèpolis ('conqueridora de ciutats'), es van veure per primer cop i foren objecte d'admiració. El setge va durar un any i finalment Demetri va haver de fer un tractat (amb mediació d'Atenes) pel qual Rodes donaria suport a Antígon i Demetri, excepte contra Ptolemeu (304 aC). Amb les màquines de guerra deixades per Demetri es va construir el famós Colós de Rodes.
Atenes fou atacada per Cassandre, i Demetri va haver de córrer en el seu ajut. Va desembarcar a Àulida, es va apoderar de Calcis i va obligar a Cassandre a aixecar el setge d'Atenes i a evacuar tota Grècia al sud de les Termòpiles. Va passar l'hivern a Atenes, on un altre cop va rebre extravagants honors i es va dedicar a la luxúria.
A la primavera del 303 aC va atacar les ciutats que encara tenien guarnicions de Cassandre o Ptolemeu (Sició, Corint, Argos i algunes d'Arcàdia i Acaia) i les va conquerir. Possiblement va atacar també Corcira i Lèucada. Totes les ciutats foren declarades estats lliures, però en una assemblea feta a Corint es va donar a Demetri el títol de comandant en cap de tota Grècia (ήγεμὼν τῆς Ἑλλάδος), com havien estat abans Filip II de Macedònia i Alexandre el Gran.
A Argos, on va passar algun temps, es va casar per tercera vegada, amb Deidamia, germana de Pirros de l'Epir, tot i que Fila i Eurídice encara eren vives. L'hivern el va tornar a passar a Atenes i altre cop es va donar a la luxúria, fins i tot dins el sagrat recinte del Partenó, cosa que va provocar la indignació dels ciutadans, però la seva autoritat mai no fou posada en qüestió. Les lleis foren violades per permetre a Demetri ser iniciat en els misteris d'Eleusis.
El 302 aC es va enfrontar amb Cassandre a Tessàlia i va conquerir Feres, però tot i la seva superioritat no va fer gaire cosa més. Cassandre s'havia aliat amb Lisímac de Tràcia, que havia envaït Àsia, i Seleuc I Nicàtor va avançar des de l'est per ajudar-lo. Antígon va haver de cridar a Demetri, que va creuar l'Àsia. Les forces d'Antígon foren aniquilades a la batalla decisiva d'Ipsos (301 aC), en la qual Antígon va morir esperant fins al darrer moment l'arribada de Demetri per salvar-lo.
Demetri, que havia pres part en la batalla, va fugir a Efes i d'allí va passar a Atenes, on li tancaren les portes però li lliuraren la flota amb la qual va marxar cap a l'istme de Corint. Tenia una bona flota i dominava Xipre, Tir, i Sidó.
Les aliances van canviar i Seleuc va demanar la mà d'Estratònice, filla de Demetri (amb Fila), aliança per la qual va poder recuperar Cilícia, que havia quedat en mans de Plistarc, germà de Cassandre; això no obstant, Demetri va refusar entregar Tir i Sidó, com Seleuc demanava, cosa que no fou obstacle per mantenir de moment la pau entre els dos homes. Tanmateix, Ptolemeu i Demetri es van aliar i la pau va durar quatre anys.

### Als 40 anys
En aquests quatre anys Cassandre va avançar a Grècia, on Demetri va perdre totes les seves possessions; el 297 aC, decidit a recuperar Grècia, es va presentar amb la flota a les costes de l'Àtica, però fou rebutjat i va resultar ferit greu en un atac a Messene.
La mort de Cassandre va capgirar la situació i Demetri es va apoderar d'Egina, Salamina i altres llocs a prop d'Atenes, i finalment de la mateixa ciutat després d'un llarg setge (setge que va obligar a la ciutat a rendir-se per fam el 295 aC).
Làcares, que s'havia convertit en tirà d'Atenes, va fugir a Tebes, i Demetri va perdonar als habitants de la ciutat. Demetri va establir fortificacions a Muníquia, al Pireu i al turó del Museu. Llavors es va dirigir al Peloponnès i va derrotar els espartans assetjant la ciutat d'Esparta, que estava a punt de conquerir quan els afers de Macedònia el van fer canviar de plans.
La lluita entre Antípatre I de Macedònia i Alexandre V de Macedònia, els dos fills de Cassandre, va provocar la intervenció exterior; Alexandre va demanar ajut a Pirros de l'Epir i a Demetri Poliorceta. Pirros va arribar primer, va derrotar a Antípatre i va proclamar rei únic a Alexandre. Quan Demetri va arribar fou rebut amb fredor per Alexandre, que, ja consolidat al tron, no el necessitava. Demetri va rebre informes sobre una conspiració del rei en contra seu i es va anticipar assassinant a Alexandre en un banquet i seguidament es va proclamar a si mateix rei de Macedònia (294 aC).
Mentre Lisímac de Tràcia, Seleuc i Ptolemeu havien aprofitat l'absència de Demetri per apoderar-se de Xipre, Cilícia i les ciutats de Fenícia i Àsia Menor, que encara obeïen a Demetri, aquest va fer un tractat de pau amb Lisímac, que va renunciar a la part que ocupava de Macedònia, i va dirigir la seva atenció als afers de Grècia on els beocis i els espartans li plantaven cara.
Cleònim, al front dels espartans, fou derrotat ràpidament i Tebes conquerida després d'un setge curt. Tebes fou tractada suaument. De retorn a Macedònia, va aprofitar l'absència de Lisímac (presoner dels getes) per envair Tràcia, i la podia haver conquerit amb facilitat, però quan estava a la feina es va assabentar de la revolta de Beòcia.
Va retornar, va rebutjar a Pirros, que havia envaït Tessàlia per ajudar els beocis, i va reconquerir Tebes després d'un setge de quasi un any (290 aC). Altre cop va tractar a la ciutat suaument i només va matar deu o tretze caps de la revolta. Pirros, aliat amb els [etolis], era ara el seu enemic i es va dirigir contra ell, envaint l'Epir, que va assolar sense trobar oposició, però el general de Demetri, Pantauc, fou derrotat a Etòlia per etolis i epirotes.
El 289 aC es va posar malalt i va romandre a Pel·la, cosa que va aprofitar Pirros per assolar Macedònia, de la que es va apoderar en gran part, però la va perdre aviat quan Demetri es va recuperar.
Demetri es va aliar amb Agàtocles de Siracusa, la filla del qual (Lanassa) estava casada amb Pirros, que havia rebut com a dot l'illa de Corcira, que Lanassa havia entregat finalment a Demetri. Però aquest darrer el que volia era recuperar els dominis del seu pare a Àsia i va fer la pau amb Pirros per poder dedicar-se a aquesta tasca.
Segons Plutarc, va reunir 98.000 homes, 12.000 cavallers i 500 vaixells. Aquest preparatius van alarmar als seus rivals. Ptolemeu va enviar una força naval a Grècia i Pirros va trencar l'aliança conclosa amb Demetri. Lisímac, per la seva banda, va envair Macedònia. Demetri va marxar contra Lisímac i va veure que entre el seu poble i les seves tropes hi havia un gran descontentament, però el va poder aturar.
Llavors va retornar a Macedònia i es va presentar a la zona on era Pirros, que havia avançat fins a Berea. Però Pirros era llavors l'heroi dels grecs i les tropes es van declarar a favor de Pirros i no van voler combatre.
Demetri va haver de fugir disfressat i va poder arribar a Cassandrea. La seva primera dona, Fila, que sempre li havia donat suport, es va suïcidar. Però Demetri encara tenia recursos, car dominava Tessàlia i alguns punts de Grècia (Atenes s'havia desfet del seu jou) i va poder aixecar una flota i un petit exèrcit; va deixar al seu fill Antígon el comandament a Grècia i va anar a Milet, on fou rebut per Eurídice, l'esposa de Ptolemeu I Soter i mare de Ptolemaida, amb la qual Demetri s'havia hagut de casar segons un pacte fet el 301 aC i que no s'havia complert encara; aquí Demetri es va casar finalment amb Ptolemaida.

### Als 50 anys
Inicialment Demetri va obtenir alguns èxits, però l'arribada a Grècia d'un exèrcit enviat per Seleuc el va obligar a aixecar el setge i retirar-se. Les seves tropes no el van voler seguir cap a l'interior d'Àsia. Va anar a Cilícia i va negociar amb Seleuc, però després de fortes pèrdues al seu exèrcit, i de manca de subministraments, fou abandonat per les tropes i els seus amics més fidels i es va haver de rendir a Seleuc, del que va quedar presoner (286 aC) i fou enviat al Quersonès sirià, on fou confinat a una residència reial.
Lisímac de Tràcia va proposar la seva execució però Seleuc la va rebutjar. Demetri, gaudint de certa llibertat al seu confinament, va tornar a la seva vida de plaers i menjars excessius. Es va posar malalt i va morir al cap de tres anys de ser empresonat, quan tenia 55 anys (283 aC). Fou enterrat a Tessàlia, a la ciutat de Demètrias.
Va deixar quatre fills, dels quals el més gran, Antígon II Gònates, el va succeir finalment com a rei el 277 aC.

## Curiositats
Es diu que Demetri Poliorceta, durant les seves estades a Atenes, es dedicava a la luxúria tant amb dones com amb joves de gran bellesa. En una ocasió perseguí el jove Dèmocles (Δημοκλῆς), de gran bellesa, sorprenent-lo als banys, i el va voler posseir. Per escapar-se, Dèmocles es va tirar a un barril ple d'aigua bullent i va resultar ferit.